# Полевая Слободка (Житомирская область)
Полевая Слободка (укр. Польова Слобідка) — село на Украине, находится в Чудновском районе Житомирской области.
Код КОАТУУ — 1825882803. Население по переписи 2001 года составляет 72 человека. Почтовый индекс — 13256. Телефонный код — 4139. Занимает площадь 0,543 км².

## Адрес местного совета
13256, Житомирская область, Чудновский р-н, с. Жеребки, ул. 50-летия Октября, 1